# 伊塞优斯
伊塞优斯（英語：Isaeus，前420年—前350年）。古希腊雅典演说家之一，为卡尔基斯人（优卑亚）。他也是一位历史学家（古希腊），为他人撰写演讲辞。已知演讲辞50篇，现存其中的第11篇及第12篇的一部分，均涉及了遗产问题。

## 扩展阅读
- Lawless, John M. . Providence, RI: Brown University Ph.D. thesis. 1991. OCLC 26957676.
- Wyse, William. . Cambridge: University Press. 1904.